# サッカロミケス亜門
サッカロミケス亜門(saccharomycotina)は、子嚢菌門の亜門の一つで、酵母が所属する。子嚢果は形成せず子嚢は剥き出しで、出芽により無性生殖する。この亜門に属する綱はサッカロミケス綱のみである。
この亜門にはパン酵母のSaccharomyces cerevisiaeが含まれる 。